# Четко
Четко (англ. Chetco River) — река, протекающая в юго-западной части американского штата Орегон. Длина реки — 89,3 км (55,5 миль). Площадь водосборного бассейн — 911,6 км² (352 кв. мили)

## Описание
Река начинается в заповеднике Калмиопсис, к северо-западу от пика Четко, на стыке хребта Орегонского побережья и гор Кламат. Река течет в основном на север, запад и затем на юго-запад, прежде чем впасть в океан между Брукингсом и Харбором, примерно в 10км к северу от границы штата Калифорния. Водосборный бассейн реки Четко остаётся в значительной степени неразвитым и находится под защитой Национального леса Рог — Сискию и заповедника Калмиопсис. Верхние 45 миль (72 км) реки с 1988 года имеют статус «Диких и живописных».
Коренные американцы жили в бассейне реки Четко на протяжении последних одной-трёх тысяч лет. Несколько исследователей, включая сэра Фрэнсиса Дрейка, Джорджа Ванкувера и Джедедайю Смита, посетили этот регион между XVI и XIX веками и обнаружили, что в этой местности обитает народ четко. Вскоре после открытия месторождений золота и других драгоценных металлов в 1840—1850-х годах сюда прибыли поселенцы некоренного происхождения. Город Брукингс был основан в начале XX века и получил статус города в 1951 году. Четырнадцать тысяч жителей Брукингса и Харбора пользуются питьевой водой из Четко.
Вода в реке Четко отличается очень высоким качеством, что обеспечивает существование большой популяции лосося и форели. В бассейне реки обитает множество других видов, в том числе несколько видов, эндемичных для гор Сискию. Самая северная роща секвойи — самых высоких деревьев на Земле — растёт в южном части водосборного бассейна реки Четко. Всего в реке обитает более 200 видов животных, и 97 процентов бассейна покрыто лесами.
Первыми жителями, возможно, были предки индейцев четко и других индейских племен, которые сами были потомками первых людей, пришедших через Берингов перешеек из Сибири более 10 000 лет назад.